# Fissidens incurvus
Fissidens incurvus là một loài Rêu trong họ Fissidentaceae. Loài này được Starke ex Röhl. mô tả khoa học đầu tiên năm 1813.